# Methanocorpusculum
A Methanocorpusculum a Methanocorpusculaceae családba tartozó Archaea nem. Az archeák – ősbaktériumok – egysejtű, sejtmag nélküli prokarióta szervezetek.

## Fordítás
- Ez a szócikk részben vagy egészben  a   Methanocorpusculum című angol Wikipédia-szócikk fordításán alapul.  Az eredeti cikk szerkesztőit annak laptörténete sorolja fel. Ez a jelzés csupán a megfogalmazás eredetét és a szerzői jogokat jelzi, nem szolgál a cikkben szereplő információk forrásmegjelöléseként.

### Tudományos folyóiratok
- Zellner G (1989). „Methanocorpusculaceae fam. nov., represented by Methanocorpusculum parvum, Methanocorpusculum sinense spec. nov. and Methanocorpusculum bavaricum spec. nov”. Arch. Microbiol. 151 (5), 381–390. o. DOI:10.1007/BF00416595. PMID 2742452.
- Xun L (1989). „Deoxyribonucleic acid hybridization study of Methanogenium and Methanocorpusculum species, emendation of the genus Methanocorpusculum, and transfer of Methanogenium aggregans to the genus Methanocorpusculum as Methanocorpusculum aggregans comb. nov”. Int. J. Syst. Bacteriol. 39, 109–111. o. DOI:10.1099/00207713-39-2-109.
- Zellner G (1987). „Isolation and characterization of Methanocorpusculum parvum gen. nov., spec. nov., a new tungsten requiring, coccoid methanogen”. Arch. Microbiol. 147, 13–20. o. DOI:10.1007/BF00492898.

### Tudományos adatbázisok
- Methanocorpusculum PubMed hivatkozásai
- Methanocorpusculum PubMed Central hivatkozásai
- Methanocorpusculum Google Scholar hivatkozásai